# John Fewster
John Fewster  (Gloucestershire, 1738 – Thornbury, 3 de abril de 1824) foi um cirurgião e boticário inglês. 
Fewster era amigo e colega de profissão de Edward Jenner e teve papel importante na descoberta da vacina contra a varíola. Em 1768, Fewster percebeu que a infecção prévia com varíola bovina tornava a pessoa imune à varíola humana.

## Biografia
Nascido em 1738, na região de Stonehouse, em Gloucestershire. Era filho de John e Sarah Fewster e seu pai também foi cirurgião na região norte do condado. Depois de estudar na Bristol Grammar School, Fewster tornou-se aprendiz durante sete anos de Edward Bridges, um boticário da Bristol
Infirmary. Através de conexões familiares dentro do hospital, onde sua tia era responsável pela enfermaria, ele conseguiu se tornar aprendiz do cirurgião John Page.
Depois de sete anos como aprendiz, Fewster foi para Londres para continuar sua educação, tendo aulas de prática médica, anatomia e obstetrícia. Tinha conseguido uma casa na região do Velho Mercado e praticava medicina quando lhe ofereceram um posto de sargento no Regimento do Sul de Gloucestershire. Com o fim dos conflitos na região, ele voltou para a região de Thornbury, onde passou a trabalhar e morar.

## Carreira
Pouco depois de chegar ao lugar, ele se tornou amigo da família Sutton, especialistas na técnica da variolização, processo que inoculava uma pessoa com varíola para torná-la imune à doença. Robert Sutton e seu filho tinham criado um processo mais seguro e menos doloroso e vinham aplicado na população na área.
Os Sutton faziam grande publicidade de seu método, até mesmo oferecendo estadia, além de comida e chá por uma taxa mensal. As 'casas de inoculação', gradualmente, começaram a surgir no país, franqueadas pela família Sutton. Fewster aprendeu a técnica com a família e logo começou a aplicá-la em seus pacientes com a ajuda de dois médicos locais, Joseph Wallis e Hugh Groves, com quem abriu uma casa de inoculação ao norte de Thornbury.
É provável que tenha sido neste local que Fewster tenha percebido que a infecção prévia por varíola bovina inoculava as pessoas contra a varíola humana. Em 1763, Fewster aplicou a variolização em dois irmãos, chamados de Creed. Ao invés de desenvolver a reação esperada à técnica, um dos irmãos não mostrou reação alguma. O jovem então passou por novas aplicações e, novamente, não teve reação. Fewster e Wallis ficaram surpresos e fizeram várias perguntas sobre doenças pregressas, querendo saber se ele já tinha tido varíola anteriormente e o jovem Creed respondeu que tinha contraído a varíola bovina.
Fewster ficou intrigado com o fato, imaginando se a varíola causada pelas vacas levava a uma proteção prévia naqueles por ela infectados, protegendo-os da varíola humana. Tanto Fewster quanto Jenner passaram a ficar mais atentos aos pacientes que, previamente, já tinham contraído a varíola bovina. Mas apesar de ter feito a observação e, possivelmente, comentado com Jenner, Fewster nunca escreveu ou publicou um artigo a respeito.
Em 1796, Fewster foi chamado para visitar um menino local que estava com varíola em seus estágios iniciais e foi questionado por John Player, o tio do menino, se ele consideraria vacinar o garoto com varíola bovina para salvá-lo da varíola humana. Fewster respondeu que já havia pensado nisso, mas havia decidido contra, pois, em sua opinião, a variolação era muito bem-sucedida e uma alternativa parecia ser desnecessária. No entanto, Fewster passou a inocular três crianças em Thornbury com varíola bovina, durante a primavera de 1796. Essas vacinações ocorreram na mesma época das primeiras tentativas de vacinação de Jenner.
Fewster foi prefeito de Thornbury em 1776/77 e novamente em 1811/1812. Casado com Betty Fewster, eles tiveram duas filhas, Anne e Elizabeth, e dois filhos, John e Thomas.

## Morte
John Fewster morreu em 3 de abril de 1824, em Thornbury, aos 86 anos.